# Candillargues
Candillargues is een gemeente in het Franse departement Hérault (regio Occitanie). De plaats maakt deel uit van het arrondissement Montpellier. Candillargues telde op 1 januari 2022 2.102 inwoners.

## Geografie
De oppervlakte van Boujan-sur-Libron bedroeg op 1 januari 2022 8,23 vierkante kilometer; de bevolkingsdichtheid was toen 255,4 inwoners per km². In het zuiden ligt de gemeente aan de lagune Étang de l'Or.

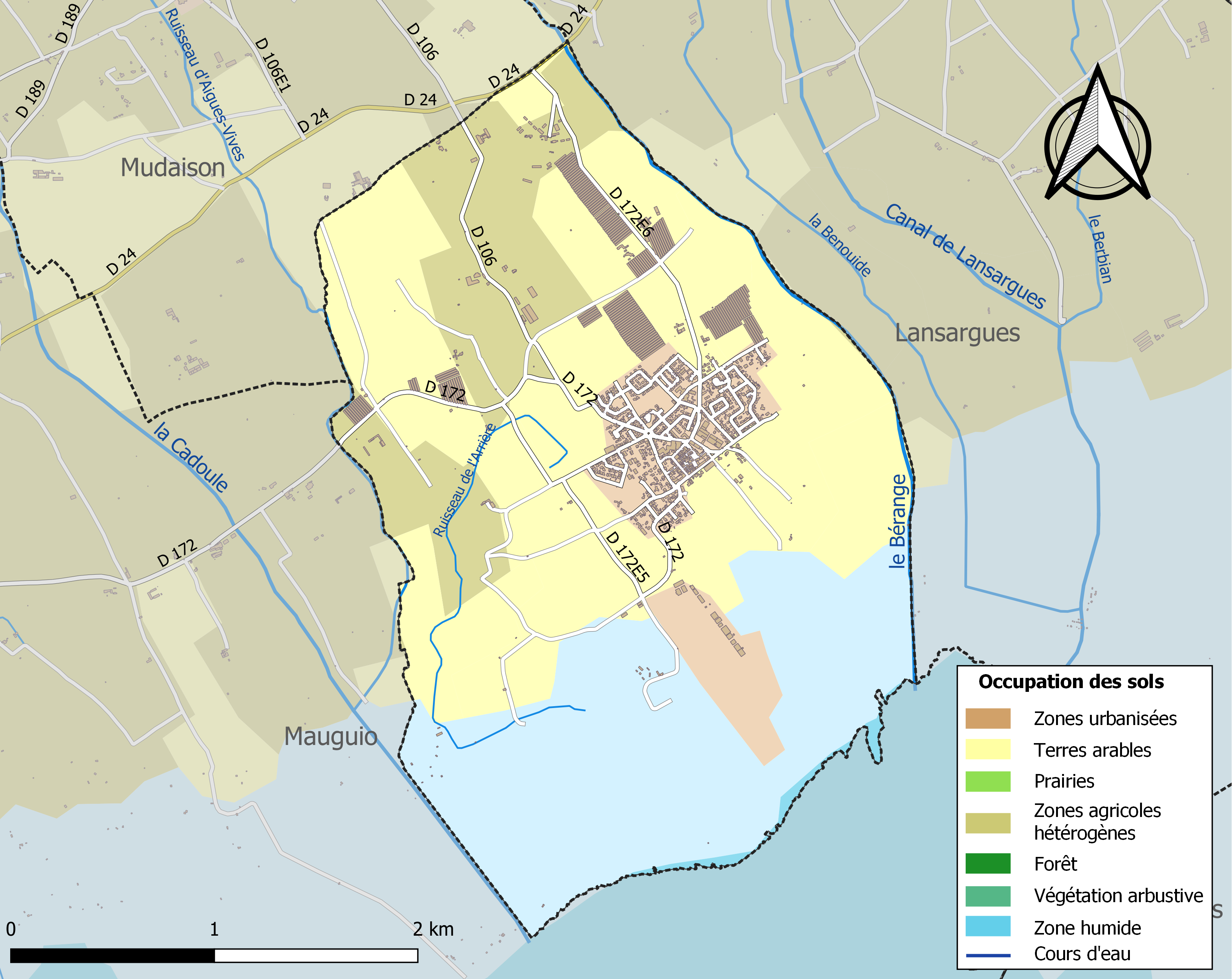
Kaart van de gemeente met belangrijkste infrastructuur, bodemgebruik en omliggende gemeenten

## Demografie
Onderstaande figuur toont het verloop van het inwonertal (bron: INSEE-tellingen).